# Renault Type L
Der Renault Type L war ein früher Personenkraftwagen von Renault. Eine andere Bezeichnung lautet Renault Type L – 8 CV.

## Beschreibung
Louis Baudry de Saunier schrieb bereits am 27. April 1902 über dieses Modell in La Locomotion. Die offizielle Präsentation fand im Dezember 1902 auf dem Automobilsalon von Paris statt. Die nationale Zulassungsbehörde erteilte am 4. Dezember 1902 die Zulassung. Es war der Nachfolger des Renault Type G, der allerdings noch kurze Zeit parallel angeboten wurde. Sein Nachfolger wurde der Renault Type M, der im Frühling 1903 erschien.
Ein Einzylindermotor von De Dion-Bouton mit 100 mm Bohrung und 120 mm Hub leistete aus 942 cm³ Hubraum 8 PS. Eine Quelle gibt davon abweichend 90 bis 100 mm Bohrung, 100 bis 120 mm Hub und 934 bis 942 cm³ Hubraum an. Der Wasserkühler war seitlich des Motors montiert. Die Motorleistung wurde über eine Kardanwelle an die Hinterachse geleitet. Die Höchstgeschwindigkeit war je nach Übersetzung mit 29 km/h bis 38 km/h angegeben.
Bei einem Radstand von 230 cm, einer Spurweite von 120 cm und einer Fahrgestelllänge von 274 cm war das Fahrzeug 340 cm lang, 150 cm breit und 220 cm hoch. Das Fahrgestell wog 500 kg, das Komplettfahrzeug 900 kg. Einzige verfügbare Karosserievariante war ein Tonneau mit Dach.